# Mistrzostwa Polski w Pięcioboju Nowoczesnym 2012
Mistrzostwa Polski w Pięcioboju Nowoczesnym 2012 – 59. edycja mistrzostw, która odbyła się w międzynarodowej obsadzie w dniach 22–24 czerwca 2012 roku w Drzonkowie.
Wśród mężczyzn triumfował Szymon Staśkiewicz z ZKS Drzonków, wśród kobiet Sylwia Gawlikowska z Legii Warszawa, natomiast w sztafetach mieszanych triumfowali Aleksandra Skarżyńska i Michał Stefański z Bielanów Warszawa.

## Wyniki

### Mężczyźni
| Miejsce | Zawodnik           | Klub/Repr.        | Wynik     |
| ------- | ------------------ | ----------------- | --------- |
|         | Szymon Staśkiewicz | ZKS Drzonków      | 5672 pkt. |
|         | Bartosz Majewski   | ZKS Drzonków      | 5652 pkt. |
| 3.      | Martin Bilko       | Czechy            | 5612 pkt. |
|         | Sebastian Stasiak  | Żoliborz Warszawa | 5592 pkt. |
| 5.      | Michał Gralewski   | Żoliborz Warszawa | 5520 pkt. |

### Kobiety
| Miejsce | Zawodnik              | Klub/Repr.       | Wynik     |
| ------- | --------------------- | ---------------- | --------- |
|         | Sylwia Gawlikowska    | Legia Warszawa   | 5312 pkt. |
|         | Katarzyna Wójcik      | Legia Warszawa   | 5276 pkt. |
| 3.      | Ronja Doring          | Niemcy           | 5088 pkt. |
| 4.      | Eevi Bengs            | Finlandia        | 5080 pkt. |
|         | Aleksandra Skarzyńska | Bielany Warszawa | 5040 pkt. |

### Sztafety mieszane
| Miejsce | Klub/Repr.          | Zawodnicy                              | Wynik     |
| ------- | ------------------- | -------------------------------------- | --------- |
|         | Bielany Warszawa I  | Aleksandra Skarżyńska Michał Stefański | 5812 pkt. |
|         | Legia Warszawa II   | Katarzyna Wójcik Piotr Lara            | 5770 pkt. |
|         | Bielany Warszawa II | Natalia Hachulska Jarosław Świderski   | 5746 pkt. |
| 4.      | ZKS Drzonków III    | Anna Maliszewska Łukasz Klekot         | 5728 pkt. |
| 5.      | ZKS Drzonków I      | Natalia Kożuchowska Szymon Staśkiewicz | 5660 pkt. |